# Antoni Szałowski
Antoni Szałowski (Varsovie, 21 avril 1907 - Paris 13e, 21 mars 1973) est un compositeur polonais.

## Biographie
Antoni Szałowski étudie le piano et la composition au Conservatoire de Varsovie jusqu'en 1930. L'année suivante, installé à Paris, il travaille avec Nadia Boulanger. Il s'investit dans la capitale avec les musiciens de la diaspora polonaise, en présidant l'Association des jeunes musiciens polonais à Paris. Son écriture s'inscrit dans un style néo-classique savant, à la fois clair et emprunt d'une rythmique soutenue. Il meurt à Paris en 1973.

## Récompenses et distinctions
Szałowski a obtenu la médaille d'or à l'Exposition universelle de 1937, et le Prix Lili-Boulanger en 1960.

## Œuvres
Parmi ses œuvres, on peut citer une sonatine pour clarinette et piano, une sonatine pour hautbois et piano, quatre quatuors à cordes, un quintette à vents, une suite pour orchestre, un concerto pour orchestre, une symphonie pour grand orchestre, un concerto pour piano, plusieurs ballets, dont L'Auberge Magique (1945).

## Sources
- Marc Honegger, Dictionnaire de la Musique, volume 2, Les Hommes et leurs œuvres, Bordas, 1986